# Martin Repinski
Martin Repinski (ur. 6 sierpnia 1986 w Kohtla-Järve) – estoński polityk, przedsiębiorca rolny i samorządowiec, poseł XIII i XIV kadencji, w 2016 minister rolnictwa.

## Życiorys
W 2005 ukończył centrum edukacji zawodowej, a w 2010 szkołę rolniczą w Olustvere. Podjął później studia z zakresu zarządzania finansami na jednej z prywatnych uczelni. W latach 2004–2005 pracował jako robotnik i spawacz. Od 2006 członek zarządów przedsiębiorstw rolnych, a także działacz organizacji branżowych. Został właścicielem największej w Estonii fermy kóz, zajął się także hodowlą alpak.
W latach 2006–2013 był członkiem Estońskiej Partii Centrum, powrócił do tego ugrupowania w 2015. W latach 2009–2015 zasiadał w radzie gminy Illuka. W 2015 został wybrany do Zgromadzenia Państwowego XIII kadencji. 23 listopada 2016 powołany na stanowisko ministra rolnictwa w rządzie Jüriego Ratasa. Ustąpił z tej funkcji po kilkunastu dniach, kończąc urzędowanie 9 grudnia 2016. Od 2018 do 2019 był burmistrzem Jõhvi. W 2019 z powodzeniem ubiegał się o poselską reelekcję.